# Белунди (Лидский район)
Белунди (бел. Бялу́ндзі) — деревня в Лидском районе Гродненской области Беларуси. В составе Дубровенского сельсовета.

## География
Рядом пролегает дорога Н-6854.
Ближайшие населённые пункты Бакуны, Бердовка и др.

### Гидрография
Рядом протекает река Ведровка.

## История
С 1905 года в Липнишской волости Ошмянского уезда Виленской губернии.
До 17 марта 2023 года деревня входила в состав Бердовского сельсовета.

## Население

### Численность
- 2019 год — 13 жителей

### Динамика
- 1905 год — 350 жителей[2]
- 1999 год — 44 жителей (перепись населения)
- 2009 год — 15 жителей (перепись населения)[2]
- 2019 год — 13 жителей (перепись населения)